# ローマ共和国 (18世紀)

ローマ共和国
Repubblica Romana (イタリア語)

ローマ共和国の地図（1798年）

ローマ共和国（ローマきょうわこく、イタリア語: Repubblica Romana）は、1798年から1800年の間に、イタリアのローマを中心に存在した共和国である。

## 経緯と概要
1796年3月、フランス第一共和政の総裁政府はナポレオン・ボナパルトをイタリア方面軍司令官に任命し、イタリア戦役が開始された。ナポレオンの軍はイタリア北部を席巻し、1796年5月10日のロディの戦いでオーストリア軍を破り、15日にはミラノに入城して旧ミラノ公国の領域を制圧した。ミラノにはロンバルディア行政府が設置され、北イタリアでのパトリオット（愛国派）やジャコビーノ（イタリア・ジャコバン派）の活動の中心となった。6月、ナポレオンは教皇国家北部のレガツィオーネに侵入してボローニャとフェラーラを占領、モデナ公国から分離したレッジョ、モデナも支配して、そこに「チスパダーナ連合」を結成させ、のちにチスパダーナ共和国を建国させた。連戦連勝のナポレオンは総裁政府からの自立を強め、みずからの手でイタリア政策を推し進めて自身の政治的立場を強化した。1797年6月にはロンバルディアにチザルピーナ共和国を樹立してチスパダーナ共和国をこれに併合している。
ときのローマ教皇ピウス6世はナポレオンに対し強く抵抗したが、ナポレオンは1798年2月、ローマ市の騒乱を口実にローマに兵を進め、教皇領全体の占領をはかった。2月15日、フォロ・ロマーノに集まったローマ市民は教皇国家の権力崩壊とローマ共和国の成立を宣言した。ナポレオン軍はこれを承認、さらにヴァチカンを占領してローマ教皇庁を制圧した。ピウス6世はトスカーナに亡命したため、ここにローマにおける教皇の世俗支配は崩壊した。ローマ共和国では、チザルピーナ共和国と同様にフランスの1795年憲法とほぼ同じ内容の憲法が採択され、立法府も設置されたが、実態はフランス軍の軍事支配に近いものであった。
1798年11月28日、ナポリ軍がローマを占領するが、12月14日の戦闘の後、フランス軍はナポリに入城し、1799年1月23日にパルテノペア共和国を建国した。その後、9月19日にフランス軍はローマを一旦放棄するが、9月30日に再占領した。1800年6月にローマ共和国は廃止され、教皇国家が復活した。これは、1801年の政教協約（コンコルダート）にむけて新教皇ピウス7世とナポレオンとのあいだで妥協が成立したためであった。
しかし、ナポレオンとピウス7世はやがて対立するようになり、1805年2月2日にフランス軍はローマに再度入城し、1809年5月17日、フランス帝国がローマを併合した。ナポレオンの諸国家再編によって、イタリアは西部のフランス帝国領、東部のイタリア王国、南部のナポリ王国に三分割され、フランスの支配がおよばないのはサルディーニャ島のサルデーニャ王国とシチリア島のシチリア王国だけとなった。ローマ共和国だった地域は、フランス時代を経てナポレオン失脚後の1814年1月24日、教皇国家に戻された。

## トスカ
ジャコモ・プッチーニのオペラ『トスカ』の舞台となったのが、1800年6月、ナポレオン率いるフランス軍がヨーロッパを席巻していたころのローマ市である。